# Pagrati Volleyball
Le AO Pagrati Volleyball est un club majeur de volley-ball grec basé dans le quartier de Pangráti à Athènes, et évoluant au plus haut niveau national.

## Palmarès
Néant.